# Edward Thwaites
Pour les articles homonymes, voir Thwaites.
Edward Thwaites est un antiquaire anglais baptisé le 15 novembre 1671 à Crosby Ravensworth, en Cumbria, et mort le 12 décembre 1711 à Littlemore, dans l'Oxfordshire.

## Biographie
Originaire du Nord de l'Angleterre, Edward Thwaites est admis au Queen's College de l'université d'Oxford en 1689. Il s'intéresse au vieil anglais sous les auspices de George Hickes et Humfrey Wanley. Ordonné prêtre en 1698, il commence peu après à enseigner cette langue à Queen's College, dont il devient le doyen en 1699. Il joue un rôle crucial dans la préparation du Thesaurus linguarum septentrionalium publié sous le seul nom de Hickes entre 1703 et 1705. Sa principale publication dans ce domaine est une compilation de différentes traductions de la Bible en vieil anglais, parue en 1698.
Thwaites est également spécialiste en grec ancien, publiant des éditions de plusieurs textes antiques. Il est nommé professeur Regius de grec en 1707, puis professeur Whyte de philosophie morale l'année suivante. Sa santé se dégrade durant les dernières années de sa vie, notamment à cause de la tuberculose. Il meurt en 1711 à l'âge de quarante ans.

## Publications
- 1697 : Dionysii orbis descriptio
- 1698 : Heptateuchus, liber Job, et evangelium Nicodemi, Anglo‐Saxonice; historiæ Judith fragmentum, Dano‐Saxonice.
- 1708 : Notæ in Anglo-Saxonum nummos
- 1709 : Ephraem Syrus, Graece e codicibus manuscriptis Bodleianis
- 1711 : Grammatica-Anglo-Saxonica ex Hickesiano Linguarum septentrionalium thesauro excerpta